# 琉球神道
琉球神道（りゅうきゅうしんとう）は、古琉球および琉球王国を中心に信仰されてきた多神教宗教である。
日本神道と同様に、固有の教典や具体的教義、開祖を欠いており、神話、自然崇拝のアニミズム的かつ祖霊崇拝的な宗教である。
広義には、古琉球および琉球王国の版図、すなわち奄美群島から沖縄諸島、先島諸島において見られたアニミズム・土着的信仰要素を含む。
狭義には、琉球王国時代、王国各地の宗教支配の手段として祭政一致体制に整備された宗教を指す。琉球の按司や王はノロや聞得大君を祭政一致体制に組み込む一方でそれにそぐわない土着の地域信仰であるユタを度々弾圧した。
現在、琉球神道は民間信仰に形を変えて残っている。ニライカナイ信仰、御嶽信仰とも称する地域もある。

## 解説
民俗学者の折口信夫は著作「琉球の宗教」の冒頭で、琉球の宗教を袋中以来の慣用によって琉球神道の名で話を進めたいと断った後、琉球神道は日本本土の神道の一つの分派、あるいはむしろ巫女教時代のおもかげを今に保存していると見る方が適当な位であると述べた。
鳥越憲三郎は『琉球宗教史の研究』の中で、琉球宗教の二大潮流をなすものは御嶽信仰と火神信仰であるとし、やがて火神（ヒヌカン）は日神（テダ）と同一視され、按司（アジ）や国王の実権の所在を表徴する役割を持つに至ったと述べている。
宮里朝光「琉球人の思想と宗教」によれば、琉球の固有宗教は、個人的な幸福を祈願するのではなく、社会及びそれを支える生活や生産について祈願し祝福するもので、社会が平和になれば個人は幸福になれると考えたのだと言う。その固有信仰は、祖霊神、祖先崇拝、火神、ニライ・カナイ、おなり神、水のセジ、万物有霊などがあるが、拝む対象の日月星辰を通して現世に益をもたらす祖霊に報本反始するものであると述べている。
このように琉球は特有の信仰を有している。以下、その固有信仰などについて解説する。

### 信仰の由来
琉球神道は自然発生的に生まれたと考えられている。ノロが世襲型、ユタが原始的な召命型のシャマニズムであること、御嶽は古代集落が原型と考えられ御嶽信仰は祖霊崇拝が変化したものと考えられること、またおなり神信仰は古代の母系社会や女性上位社会の変化と考えられること、これらのことから古代信仰の形式をとどめていると考えられている。

### セジ
セジという言葉がある。
仲原善忠『おもろ新釈』によればセジは霊力を意味し、セジが剣につけば霊剣に、石につけば霊石となり、門、港、舟、社、城等にもつき、人についた場合は超人となると述べている。
仲松弥秀『神と村』では、『おもろ新釈』の説明を受けてさらに考察し、セジすなわち霊力とは「人間としては不可能なことを成し得る能力」を指しているであろうと述べている。そうであるなら「人間としては不可能なことを成し得る能力」は機能的に際限無く分類できるため、その能力を持つもの、即ち「神」は琉球において八百万も居るということになるであろうと述べている。

### 神
仲松弥秀『神と村』では、全知全能のセジの具備者なる存在を古代琉球人が考えていたか否かについては研究不十分であるが、種々の機能を各々分担したセジの保持者は想定していたと考えられると述べ、人間は自己の欲するものを顕現してくれるセジを期待するのが至極当然であろうから、琉球における神とは「人間に善をもたらすセジの顕現者」と言う観念に傾斜していくことになるだろうと述べている。
また、琉球の神は主に「来訪神」と「守護神」に分類でき、守護神や来訪神のいる異界・他界に豊穣を祈り、特に太陽神を最高神として崇める多神信仰である。来訪神は異界の神であり、平時には人々の集落に存在しないか、御嶽にのみいると考えられる。しかし祭りの時になると異界から集落や集落の御嶽に訪れると考えられており、来訪神と人間の関係は極めて近しい。特に著名な神は、琉球の創造神であるアマミキヨ（アマミク）とシネリキヨや、ニライカナイの最高神である東方大主（あがりかたうふぬし）、国王就任の際に現れるという君手摩（キミテズリ）などであるが、この他にも多数の神がいると考えられている。来訪する神は世界的に島嶼民族に共通して見られ、一般に海を神聖視するが、これは琉球においても同様である。これに関連して、折口信夫は「まれびと論」を展開した。
一方、守護神はもともと地域集落の死者の魂＝祖霊であり、ニライカナイで神となって集落に戻ってくるとされ、この神は平時に拝所や御嶽にいると考えられている。また、過去の偉大な功績を残したノロが神とされ、墓地が御嶽となる例が確認される。

### 御嶽
沖縄本島の村落には必ず御嶽（ウタキ）と呼ばれる聖林があり、そこには村人の保護者であり支配者である神が住み給っている。御嶽に祀られる神は、その村落の構成員と血縁関係を持つ氏祖で、村落構成員に対し絶対的守護の義務を負っている。
御嶽は日本本土に見られる神社の原初的形態である神籬の形式を伝えるものである。鳥越憲三郎は、琉球の村落成立の重要な因子として、生活資料が確保できるかの経済的条件、気候や住環境の良し悪しの自然的条件、御嶽を創立する場所が選定できるか否かの宗教的条件の3つをあげ、村落成立にはこの3つが満たされる必要があったと述べている。
（詳しくは御嶽 (沖縄)参照）

### ヲナリ神
沖縄本島の女性一般は全て巫女的ないし神的素質を生得的・本有的に持つものと信じられているが、その好例がヲナリ神信仰である。「ヲナリ」とは沖縄方言で姉妹（ウナイ）を意味し、同胞の姉妹は、その兄弟（ヰキガ）の守護神であると信じられている。従って沖縄本島の全女性は兄弟を持つ限りにおいてヲナリ神となるわけである。ヲナリ神の信仰は琉球宗教の基本概念の1つとなっており、『おもろさうし』の中にもヲナリ神を詠ったおもろが数多く見られる。沖縄本島においては、政治的実権者とその姉妹から選ばれた巫女による祭政一致の政教二重主権が見られるが、これはヲナリ神の信仰に基礎付けられたものである。鳥越憲三郎は、ヲナリ神信仰は他の民族では既に見られなくなったが、古くは何れの民族もかかる信仰を持っていたのではなかろうか、と述べている。
（詳しくはおなり神参照）

### 巫女
沖縄本島の民間社会において、民衆の宗教的機能を担う職能者は、女性司祭者のノロ等の神人（カミンチュ）と、シャーマンとしてのユタ等の類に分かれる。前者が主として御嶽やグスク等の聖地・御願所・拝所（ウガンジュ）において村落の公的祭祀や共同体の祈願行事の司祭をするのに対し、後者は村落の個々の家や家族に関する私的な呪術信仰的領域に関与している。桜井徳太郎は、この両者とも沖縄民間信仰の底辺を貫流するシャマニズムの根の上に立ち、沖縄の民間信仰を支える車の両輪と言えると述べている。
堀一郎は、シャーマニズムとシャーマンの概念は学者によって異なる定義づけがなされ、諸学者間に一致した見解は現状もたれていないと述べ、桜井徳太郎もこれと同様のことを述べている。しかしまた桜井徳太郎は、シャーマンになるための入巫動機が、生計を立てるためとか世襲継承の原理に基づくとかにあるのではなく、心身異常の巫病に罹り、苦悩のすえ神霊の召命を受けてそれを克服し、ついにシャーマンへと成巫するという過程が最も自然なシャーマン的プロセスであるとするなら、沖縄シャーマンの成巫過程はその典型的タイプであると述べている。

#### ノロ
前述のとおり、沖縄本島には御嶽などにおいて部落や村落の公的祭祀や共同体の祈願行事の司祭をおこなう祝女（ノロ）と呼ばれる女神官が存在する。
御嶽の節で述べたように、村落は守護神となる氏祖が祀られた御嶽を中心に形成されたが、その最も近き血縁者にして神の代弁者である家が根所（ニードゥクル）と呼ばれ、村を支配指導する実権を掌握した。根所は御嶽の神の代弁者として実権を代行する機関となったため、神託を受ける者と、その神託によって村を治める者が必要になった。この時、神託を受けたのは根所の女子から選ばれた根神（ニーガン）で、神託をもとに政治的実権を行使したのは根神の兄弟であり根所の戸主である根人（ニーチュ）であった。ここに妹（或は姉）の神託をもとに兄（或は弟）が治める政教二重主権が生まれた。この政教二重主権はヲナリ神信仰を基定として成立したと考えられる。
やがて村々を併合した按司と呼ばれる地方的実権者が現れるようになるが、按司もまた彼の姉妹から宗教的実権者たる巫女を選出した。これが祝女（ノロ）である。あるいは尊称を付してノロクモイと呼ばれた。しかし、さらに時代が進むと地方実権者の1つである中山国により琉球統一がおこなわれ、その中央集権化政策によってノロは聞得大君を頂点とした官僚的神官組織に組み込まれることとなる。この聞得大君も王の姉妹から選ばれ、統一王国においても兄妹による政教二重主権がおこなわれた。
ノロや根神など神人は、神が降臨する聖地の御嶽で神懸りしながら神意を霊感し、それを地域社会の住民に伝達した。鳥越憲三郎は、琉球において巫女は神の顕現として、具象的な神の姿において民衆の前に現れ、しかもその時は自他ともに神そのものと認める存在として託宣を聞いたと述べている。すなわち神が憑依した者としての巫女に先行して、神そのものとしての巫女が存在しており、琉球の多くの文献に見られる神々の出現は、神そのものとしての巫女を指してるのだとしている。
（詳しくはノロ参照）

#### ユタ
もっぱら死霊の憑依を受けてトランスに入り、第一人称でその託宣を述べるものを一般に口寄せ巫女と称するが、南西諸島において口寄せ巫女としての巫儀を展開している呪術宗教職能者がユタ等と呼ばれ、前述のとおり部落や村落の個々の家や家族に関する私的な呪術信仰的領域に関与している。ユタになったものは必ず原因不明の病気が随伴するカミダーリィと呼ばれる状態を通過体験しなければならない。このカミダーリィは、巫病の性格・内容を典型的に備えたものである。カミダーリィとなった者は悩み悩んだ末、ついにユタに運命判断（ハンジ）を求め、ユタになる道順の手ほどきを受けるうち成巫する。ユタという職能者の成立については、伊波普猷、桜井徳太郎、佐々木宏幹などが説を唱えているが、ノロなど神人（カミンチュ）から分化したという考えが多いようである。
（詳しくはユタ参照）

### 沖縄本島の祖霊信仰
沖縄本島は祖先崇拝の盛んな土地として知られている。また、御嶽の節にあるとおり、氏祖は村落の守護神とされる。
桜井徳太郎は沖縄本島独特の他界観念として後生（グソー）観をあげ、その一例として久高島の後生観を取り上げている。それによれば、久高島では墓地の入口を新後生（ミーグソー）と称して、そこを生界と死界との境界だとし、7年後の洗骨が終わると死者は真の後生へ赴いて神へ昇化すると久しく観念していた。新後生においては、死者は生前と同じ生活様式をとると考えられているため、新後生の墓廓は現世の家屋と同じ形態を備えている。鳥越憲三郎は沖縄人の墓造りに関し、死後の生活に対する明るい観念が墓造りに対する悦びの感情を抱かせていると推察し、死後も出来るだけ居心地の良い住家でありたいという念願から私財のほとんどを惜しげなく投じて墓を造るのだと述べている。墓造りに多額の費用を投じることに関しては、桜井徳太郎も1970年頃の沖縄本島北東部の調査の際、部落の人々が豪壮で大規模な墓造りを競っている傾向を報告している。王族や士族の亀甲墓は17世紀後半から主として本島で普及する。最古のものは護佐丸の墓（1686年）や伊江御殿墓（1687年）など。

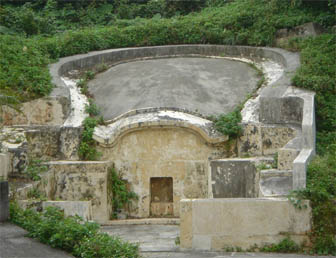
亀甲墓（カーミナクーバカ）

現在、沖縄本島における葬制は火葬となっているが、太平洋戦争前には伝染病患者の死などの特別な場合を除き土葬がおこなわれていた。また、伊波普猷の報告にあるとおり、明治時代までは風葬がおこなわれていた。風葬は明治時代に行政から禁止されたが、久高島では1960年代まで行われていたことが確認されている。 また風葬に近い葬法では、1970年代まで宮古島で洞穴葬がおこなわれていた。
風葬において遺体はまず崖（パンタ）や洞窟（ガマ）に置かれて自然の腐敗を待ち、3年後・5年後・7年後など適当な時期を見て洗骨して納骨する。日本本土では薄葬令（646年）により庶民も定まった墓地に葬むる慣習が定着したのに比して、琉球弧において崖や洞窟（ガマ）は古来、現世と後生の境界の世界とされ、聖域であると同時に忌むものとされてきた。祖霊を崇める一方で、「死」はあくまで「穢れ」と捉えられているのである。
また折口信夫「琉球の宗教」によれば、琉球では自分の祖先でも死後七代目には必ず神になると信じられていたと述べ、『中山世鑑』ではこれを「七世生神（しちせいしょうしん）」と書いたと紹介している。さらに「琉球の宗教」によれば、琉球では人が死ぬと屍体を洞窟の中に投げ込んで、その口を石で固めてその隙間を塗りこむ風習があったが、七代経つと屍体を入れるのをやめて別の場所に新墓所を設け、それまで屍体を入れていた洞窟を「神墓（くりばか）」と称する。「神墓」は「拝所（をがん）」となり、時代を経るに従って他の人々も拝するようになる、と琉球では祖霊が神になることを紹介している。
死生観として、魂は神のいる異界ニライカナイ（後述）より来て、死んでまたそこへ帰り、守護神となって集落へ還ってくると考える。このため祖霊を非常に敬い、死後の世界を後生（グソー）と称して、これも非常に現世や生者と近しいものとしてとらえている。また、琉球における仏教の影響から旧暦8月には祖霊が集落、家族のもとへ帰ってくるという、お盆の祭事を行う。なお、祭事の日取りは旧暦を用いる。

### 他界概念
琉球神道では、神がいる他界概念としてニライカナイとオボツカグラを想定する。ニライカナイは海の彼方、あるいは地底にあると考えられ、そこは豊穣と命の根源となる異界である。ニライカナイ信仰は東方信仰と混交して、東方にあると考えられるようになった。一方、オボツカグラは天空にあると考えられる異界である。もともとは国頭地方の信仰と考えられ、琉球王国時代に喧伝されて、宗教支配の為の王権神授論的な権威付けに用いられた。まとめると、ニライカナイは水平線上の庶民的な、オボツカグラは垂直にある権威的な他界といえる。ちなみに西方は魔界があるとされている。

### 教義と経典
指針はノロを介して神より与えられる。人々はただ、定められた時期に必要な祭りを行い、訪れる神と交流するのである。

## 琉球王国における体系化と東方信仰

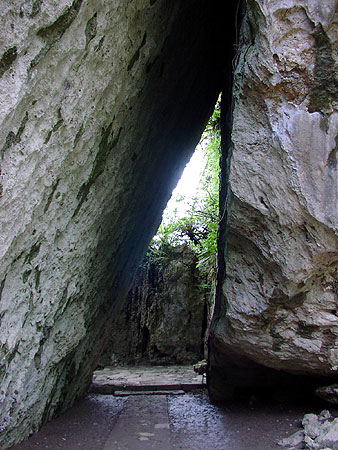
斎場御嶽、三庫理（さんぐぅい）

琉球王国は祭政一致の政策を敷き、各地の類似信仰を吸収、弾圧、廃止などを行い整理統制化した。各地に様々な呼び方をされていた聖域を「御嶽」という呼称に変え、ノロは階級化され、集落のノロが各集落の御嶽を管理し、地方の豪族領主である按司の血縁の女性をその地域全体のノロを統括する大阿母（神職名）とし、さらに国王の血縁の女性をノロの頂点である聞得大君とした。
また、琉球王国は太陽神（てぃだ）を最高神とする東方信仰を根幹においた。そして琉球国王は太陽に重ねて称えられ、ニライカナイの君手摩神の祝福を受け、オボツカグラの認証を持つとされて、王権神授論を構成した。
東方には太陽が昇る穴（太陽が穴：てぃだがあな）があると考えられ、その先は神域と考えられた。すなわち東方は太陽のある聖域であり、反対に西方は死の領域と考えられ、忌避された。王国時代の風葬は西方の崖や洞窟で行われた。首里からみて、太陽が登ってくる地平線の真下にある玉城村など四間切は聖地と考えられ、多くの御嶽が集中している。またさらに東方の海に浮かぶ久高島は琉球王国最高の聖地と考えられ、久高島の中央にあるクボー御嶽は太陽が穴そのものとされていた。以来、久高島は現在に至るまで沖縄最高の聖地として知られている。
また、琉球王国時代には、琉球開闢神話が史書として残された。『中山世鑑』や『琉球神道記』などに、日本（大和）の開闢神話と酷似した神話が記録されている。開闢神話において、琉球は天帝（日の大神、太陽神）によってアマミキヨ、シネリキヨの二柱の神によって土地を造成され、島となり、それから琉球開闢七御嶽をつくり、島に人間を放ったとされている。
琉球王国では、その王統が伊平屋・伊是名島に由来することから、伊平屋・伊是名の神を王国の守護神として王府首里に勧請した形跡がうかがえる。一例として、国王巡礼の守護神となっていた有名な園比屋武御嶽の神が、元々は伊平屋の神であったことがあげられる。また、聞得大君の神名である「しませんこ あけしの」は、もともと国頭地方勢理客の御嶽の神名であることがわかっている。

## 先島の信仰
また、琉球王国は先島を勢力下に収めるたびに、この信仰をその地に広め、現地にノロや司（つかさ：八重山のノロ職名）を置いている。しかし基本的に間接統治であったため、現地の信仰の多くもそのままに残され、御嶽のような形式がその地域の信仰に取り込まれていくこととなった。ただし、王国と敵対したオヤケアカハチが信仰していた八重山地方のイリキヤアマリ神信仰のように、王府により禁制された信仰も存在する。
先島諸島における主なものとしては、宮古島大神島の大神御嶽を中心に行われる「祖神祭（ウヤガン）」、同じく島尻で行われる「パーントゥ・プナハ」、八重山全域でみられる「アカマタ・クロマタ」、石垣島群星御嶽で行われる「マユンガナシ」などがあげられる。いずれも秘祭として部外者禁制を敷いているものが多い。

## 奄美の信仰
ウナリ神信仰を基盤とした祭政一致社会が古奄美に見られる。奄美群島の島々は平家ゆかりの神社など平家伝説が残っており、平家を祀る神社が多く建立されているが、琉球の源為朝伝説と同様に史実かどうかは定かで無い。「奄美世」においては史料に乏しく、その実態は各史料や伝説に基づく推測の域を出ず、不詳である。
史料で確認できるのは琉球勢力が奄美に及び始めた14世紀以降である。奄美群島南部の沖永良部島と与論島は、14世紀に沖縄本島北部に存在した北山王国の勢力下にあった。この頃（北山世主）から文化や信仰面においても奄美群島（特に南部）と北山の関係は深かったと考えられる。北山の勢力圏では既にノロ制度の原型が見られていた。1416年に北山王国が中山王府に滅ぼされて以降は中山の支配下（「那覇世」）に入った。
那覇世の15 - 16世紀頃、奄美群島北部にも中山王府による征服と支配体制の普請があり、それに伴い御嶽信仰やノロ制度も入ったと見られる。また琉球王国支配下の沖縄諸島、先島諸島ほどに統制は厳しくなく、ユタなどの影響も近世まで色濃く残っていた。
薩摩藩の琉球侵攻により奄美群島の実効支配を喪失（「大和世」）すると、大和の神仏習合的宗教が本格的に流入した。薩摩はキリスト教と浄土真宗（一向宗）以外は弾圧しなかったため、奄美在地の宗教は神仏習合と、従前のノロ、ユタ信仰が混淆したものとなっていた。
葬制は琉球と同様に洞窟での風葬が主体であった。亀甲墓はわずかに見られる。大和世以降は土葬が中心となった一方、遺骸を掘り起こして洗骨し改葬すると言う琉球・沖縄的な慣習も昭和まで残っていた。本土では既に稀な土葬も奄美地方では20世紀末まで残った。
現在でもノロが祭祀を取り仕切る地域がいくつかみられるが、全体的にノロとその祭祀は廃れつつある。

## 日本神道との類似性
伊波普猷は、明治37年（1904年）に発表し昭和17年（1942年）に改稿した「琉球の神話」の中で、『中山世鑑』の起源神話と『古事記』の淤能碁呂島神話、『宮古島旧記』の神婚説話と三輪山神話などの類似を指摘し、琉球群島にはこれら以外にも色々な神話伝説があり神話の宝庫であることから、広義の琉球群島には未だ世に知られていない無数の神話伝説があり、これらの神話伝説を悉く集めて日本本土の神話伝説と比較研究を始め、更に進んで朝鮮、満州、蒙古と比較研究をすることは、ただ神話学者にとって必要なだけでなく、人種学者にとっても必要なことであると説き、ポリネシア群島の人種移動の問題はこのような研究によって解決されたのだと指摘した。
昭和6年（1931年）松本信廣は『日本神話の研究』の中で、ローランド・ディクソン（Roland B. Dixon）がポリネシアを分類するために設定した2つの型「進化型」と「創造型」を用い、日本開闢神話をポリネシア創世神話の「進化型」と「創造型」の複合形であり、イザナギ・イザナミ神話から以降は「創造型」の形式を受け継いでいるものではないかとの説を発表した。このとき松本信廣はポリネシアと日本神話を直接比較するのではなく、中間に琉球の古伝説を置くとこの関係がいっそう明白になると述べ、「琉球民族が古く日本民族と袖を分かったもの」である以上、琉球の古神話がイザナギ・イザナミ神話の一異体であり、日本神話が琉球のそれを中間において、遠く南方の創造型神話と一脈の関連を持っていることを否み得ないとの考えを示した。
伊藤幹治は、伊波普猷が「琉球の神話」でその必要性を説いて後、『日本神話の研究』で松本信廣が日本神話と汎太平洋神話を比較するまで日琉神話の比較は途絶えていたが、『日本神話の研究』で提示された仮説は、その後多くの人に受け入れられ、こんにち日本の比較民族学上の定説になっていると述べている。さらに、岡正雄がおこなった日本の宇宙開闢神話に対する分類は、日琉神話の問題を直接取り上げた訳ではなかったが日本神話の出自＝系譜に関する歴史民族学的な研究を活発化し、日琉双方の神話比較やその文化史的位置づけ作業も徐々に行われるようになったと、その影響を紹介している。
岡正雄が提起した日本の宇宙開闢神話についての仮説は、その後、大林太良によって具体的展開を見ることになるが、伊藤幹治によれば日琉神話の比較が積極的におこなわれるようになったのは、この大林太良の研究によってである。
昭和41年（1966年）発表された「記紀の神話と南西諸島の伝承」において、大林太良は日本の古典神話と奄美や沖縄の島々に伝承されている民間説話について、流れ島、天降る始祖、死体化生、海幸彦に関する伝承神話を比較検討し、次のことを結論として述べている。
1. 記紀に記された古典神話に親縁の諸モチーフは、わが国における現存あるいは比較的近い過去の伝承としては、ことに南西諸島に残存している。
2. これら南西諸島の伝承は、その基本的なモチーフ、構造においては記紀の神話と大幅な一致を見せるが、神名その他の細部においては一致していない。このことは古典神話、現存の記紀の形にまとめられてから南西諸島に二次的に伝播した可能性よりもむしろ、記紀にまとめられる前の共通の母胎から分れて、南西諸島において保存された可能性が大きいことを示唆している。
3. もしもこの想定が正しければ、記紀の所伝と南西諸島の伝承の比較によって、記紀以前の日本神話の古い形を再構成する可能性がある。
4. その際注目すべきことは、南西諸島の伝承は、国土創成、人類創造、農耕の起源の3つの主要問題を、一つづきのものとして取りあつかっていることで、構成的にも、記紀の神話よりも一貫しているのみならず、日本神話と深い親縁関係をもつと信ぜられるポリネシアなどの神話との比較から考えても、南西諸島の伝承がより古い形を保存している可能性を考慮すべきである。
5. この一連の開闢神話に含まれない若干のエピソード、たとえばオオゲツヒメ・モチーフや海幸彦・山幸彦モチーフも南西諸島に現存している。
6. 古典神話と後代あるいは現存の伝承との組織的比較はまだ極めて不十分な段階にある。上記およびその他の諸問題をより明確に答えるためにも、一層組織的な材料の収集と比較が必要である。

伊藤幹治は、大林太良の試みを、伊波普猷以降ながい間とだえていた日琉神話の比較という作業の再出発と評価し、その後、山下欣一などの努力によって、琉球神話の資料の収集と整理が着々と進められ、日琉神話の比較研究の基礎がようやく固まってきたと述べている。
また、伊藤幹治自身も「日本神話と琉球神話」の中で日琉の世界と人間の起源神話および穀物起源神話を取り上げ、そのモチーフを比較検討した結果、漂える国（島）や天界出自の原祖、ヒルコ、穂落としなどのモチーフは双方の神話中に共通して認められ、日琉神話の親縁関係を示唆していると指摘する一方で、風による妊娠、原祖の地中からの出現、原祖の漂着、犬祖などは琉球神話にしか見られず、また穀物神話の死体化生モチーフは日本神話にしか見られないことなどは、双方の神話の出自＝系統が必ずしも一様でないことを物語っていると述べている。さらに続けて、こうした一致や不一致が、どうして生じているのかと言うことは、日琉神話研究の将来の課題になるだろうと指摘している。
他にも日本神道との類似性については、以下の様なものが唱えられている。
柳田國男は昭和30年（1955年）に発表した「根の国の話」において、『万葉集』に詠われた亡くなった人に逢える場所「ミミラク」の地名の考証をおこない、その中で①ニルヤ・カナヤが『日本書紀』の「神代巻」に出てくる根の国と根本が一つの言葉であり信仰である、②それが海上の故郷であるが故に、単に現世において健闘した人々のために安らかな休息の地を約束するばかりでなく、なお種々の厚意と声援とを送り届けようとする精霊が止住し往来する拠点であると昔の人たちは信じていたらしい、③その恩恵の永続を確かめんがために、毎年心を籠め身を浄くして、稲という作物の栽培を繰り返し、その成果をもって人生の目盛りとする古来の習わしがあった、という3つの仮定を説いた。
遠藤庄治は、「琉球の宗教儀礼と日本神話」の中で宮古列島の来間島豊年祭の由来譚が日光感精による処女懐胎であることを説明し、『日本書紀』神代巻冒頭の天地が分かれる以前は鶏子のごとくであったとする条と天日槍伝承に見られる卵生を思わせるモチーフが、来間島では豊年祭の由来として現在も語り継がれ、さらに祭りの催行も由来譚に登場する兄弟の家筋のものが司っていることを紹介して、沖縄においては記紀神話に語られる様々なことがらが現在も宗教儀礼の中で実修され、さらに宗教儀礼に関する神歌や口誦伝承もいまだに伝承されていると述べている。